# کیم گلگر
کیم گلگر (انگلیسی: Kim Gallagher; ۱۱ ژوئن ۱۹۶۴ – ۱۸ نوامبر ۲۰۰۲) ورزشکار دو و میدانی اهل ایالات متحده آمریکا بود.